# Cimitero Flaminio
Il cimitero Flaminio, noto anche come cimitero di Prima Porta, è un cimitero comunale di Roma, situato in zona Prima Porta, gestito da AMA. Coi suoi 140 ettari di estensione è il più grande cimitero d'Italia.
Il cimitero si estende per 140 ettari ed è attraversato da 37 chilometri di strade. Le sepolture sono costituite principalmente da tumulazioni, con la presenza di numerose palazzine e costruzioni varie. Vi sono settori dedicati alle confessioni religiose cattolica, evangelica, ebraica e islamica, numerosi campi comuni e il principale impianto crematorio della città, nei pressi del quale sorge il già citato "Giardino dei ricordi".
Vi sorgono anche: una chiesa cattolica dedicata a San Michele arcangelo, un tempio israelitico, una villa romana del I secolo a.C. e il monumento ai partigiani jugoslavi.

## Storia
Il sito era occupato fin dal XIX secolo dal cimitero di Montebello. Il progetto moderno del cimitero Flaminio fu realizzato dall'architetta Elena Luzzatto e il campo santo fu consacrato nel 1941.
Il 22 settembre 1978 fu inaugurato il monumento ai partigiani jugoslavi di Prima Porta, realizzato da Ljubomir Denković e Sava Subotin, il quarto eretto in Italia dopo i memoriali di Barletta, Gonars e Sansepolcro.
Il 1º novembre 1999 papa Giovanni Paolo II consacrò la cappella polacca, realizzata dai polacchi residenti in Italia.
Nel 2005 fu inaugurato il "Giardino dei ricordi", l'area del cimitero dedicata alla dispersione delle ceneri e realizzata su progetto dell'architetto Roberto Vannelli.

## Persone famose sepolte nel cimitero

### A
- Mario Ageno (1915-1992), fisico e accademico
- Gianni Agus (1917-1994), attore e conduttore televisivo
- Gilberto Agustoni (1922-2017), cardinale e arcivescovo cattolico svizzero. La salma fu traslata alcuni mesi dopo nella cappella della casa generalizia delle Figlie di Santa Maria di Leuca, a Roma
- Francesco Albanese (1912-2005), tenore e attore
- Carlo Alighiero (1927-2021), attore, doppiatore
- Ilaria Alpi (1961-1994), giornalista e fotoreporter
- Enrico Ameri (1926-2004), giornalista e radiocronista sportivo
- Maurizio Ancidoni (1958-2019), attore
- Piero Angela (1928-2022), personaggio televisivo, scrittore, saggista e divulgatore scientifico (cremazione)[5]
- Roberto Antiochia (1962-1985), poliziotto
- Ennio Antonelli (1927-2004), attore
- Mario Appignani (1954-1996), personaggio televisivo, attivista e scrittore
- Maurizio Arena (1933-1979), attore, regista e sceneggiatore
- Ernesto Assante (1958-2024), giornalista, critico musicale e blogger

### B
- Carlo Baccarini (1930-2006), doppiatore e direttore del doppiaggio
- Vittorio Bachelet (1926-1980), giurista e politico
- Elisabetta Barbato (1921-2014), soprano
- Cesare Barbetti (1930-2006), attore e doppiatore
- Enzo Barboni (1922-2002), regista e direttore della fotografia
- Maurizio Barendson (1923-1978), giornalista e conduttore televisivo
- Mario Bava (1914-1980), regista
- Enrico Berlinguer (1922-1984), politico
- Giovanni Berlinguer (1924-2015), politico e accademico
- Angelo Bernabucci (1944-2014), attore
- Francesca Bertini (1892-1985), attrice
- Isabella Biagini (1940-2018), attrice
- Luciano Bonanni (1922-1991), attore
- Fred Bongusto (1935-2019), cantautore, compositore e produttore discografico
- Carla Boni (1925-2009), cantante
- Ernesto Brancucci (Ermavilo) (1947-2021), paroliere e doppiatore
- Rossano Brazzi (1916-1994), attore
- Gianni Brezza (1937-2011), ballerino e coreografo
- Flavio Bucci (1947-2020), attore e doppiatore

### C
- Piero Calabrese (1958-2016), compositore, produttore discografico e cantante
- Carlo Campogalliani (1885-1974), attore e regista
- Franco Caracciolo (1944-1992), attore
- Memmo Carotenuto (1908-1980), attore
- Antonio Catricalà (1952-2021), avvocato, magistrato, dirigente pubblico e politico
- Enzo Cerusico (1937-1991), attore e cantante
- Gino Cervi (1901-1974), attore e doppiatore
- Tonino Cervi (1929-2002), regista e produttore cinematografico
- Giulietto Chiesa (1940-2020), giornalista e politico
- Giorgio Chinaglia (1947-2012), calciatore
- Eduardo Ciannelli (1888-1969), attore e baritono
- Nando Cicero (1931-1995), regista e attore
- Roberto Ciotti (1953-2013), chitarrista
- Dante Cleri (1910-1982), attore
- Duilio Coletti (1906-1999), regista
- Luigi Comencini (1916-2007), regista e sceneggiatore
- Franco Cristaldi (1924-1992), sceneggiatore e produttore cinematografico
- Vincenzo Crocitti (1949-2010), attore
- Riccardo Cucciolla (1924-1999), attore, doppiatore e direttore del doppiaggio

### D
- Damiano Damiani (1922-2013), regista, saggista, attore e sceneggiatore
- Giusi Raspani Dandolo (1916-2000), attrice
- Carlo Dapporto (1911-1989), attore
- Nino D'Agata (1955-2021), attore e doppiatore
- Daniele D'Anza (1922-1984), regista e sceneggiatore
- Gualtiero De Angelis (1899-1980), attore e doppiatore
- Manlio De Angelis (1935-2017), doppiatore, direttore del doppiaggio, dialoghista e attore
- Gino De Dominicis (1947-1998), artista
- Ermelinda De Felice (1915-1981), attrice
- Marcello De Martino (1932-1983), direttore d'orchestra, compositore e arrangiatore
- Nina De Padova (1900-1987), attrice
- Roberto Del Giudice (1940-2007), attore, doppiatore e direttore del doppiaggio
- Donatella Della Nora (1935-1971), attrice
- Maria De Unterrichter Jervolino (1902-1975), insegnante e politica
- Rossana Di Lorenzo (1938-2022), attrice
- Isa Di Marzio (1929-1997), attrice, doppiatrice e cantante
- Luciana Dolliver (1910-1982), cantante
- Arturo Dominici (1916-1992), attore e doppiatore
- Lorella De Luca (1940-2014), attrice

### F
- Elena «Lella» Fabrizi (1915-1993), attrice, cuoca e conduttrice televisiva
- Rossella Falk (1926-2013), attrice
- Amintore Fanfani (1908-1999), politico, economista, storico e accademico
- Otello Fava (1915-1984), truccatore
- Sarah Ferrati (1909-1982), attrice teatrale
- Nico Fidenco (1933-2022), cantautore e compositore
- Roberta Fiorentini (1948-2019), attrice
- Sergio Fiorentini (1934-2014), attore, doppiatore, direttore del doppiaggio
- Giuseppe Forlivesi (1894-1971), allenatore di calcio e calciatore

### G
- Carlo Gaddi (1936-1977), attore
- Quinto Gambi (1939-2017), sosia e controfigura di Tomas Milian
- Enzo Garinei (1926-2022), attore e doppiatore
- Marco Garofalo (1956-2018), ballerino e coreografo
- Paola Gassman (1945-2024), attrice
- Luigi Gatti (1909-1977), attore
- Renzo Gattegna (1939-2020), avvocato
- Giuliano Gemma (1938-2013), attore
- Ileana Ghione (1931-2005), attrice
- Giovanni Gigliozzi (1919-2007), scrittore e giornalista
- Eleonora Giorgi (1953-2025), attrice e regista (solo cremazione)
- Enio Girolami (1935-2013), attore
- Luigi Giuliano (1930-1993), allenatore di calcio e calciatore
- Aldo Giuffré (1924-2010), attore e doppiatore
- Gianna Giuffrè (1916-1998), attrice, cantante e soubrette
- Ninì Gordini Cervi (1907-1988), attrice
- Franco Graziosi (1929-2021), attore
- Ugo Gregoretti (1930-2019), regista, attore, sceneggiatore, drammaturgo e giornalista

### H
- George Hilton (1934-2019), attore uruguaiano

### I
- Zoe Incrocci (1917-2003), attrice e doppiatrice
- Renato Izzo (1929-2009), attore e doppiatore

### J
- Angelo Raffaele Jervolino (1890-1985), politico, costituente, più volte deputato, senatore e ministro
- Enrico Job (1934-2008), scenografo e costumista (solo cremazione, le ceneri, insieme a quelle della moglie Lina Wertmüller, sono tumulate al cimitero di Cevo)

### K
- Sylva Koscina (1933-1994), attrice jugoslava d'etnia croata

### L
- Franco Lauro crematura (1961-2020), giornalista, conduttore televisivo e telecronista sportivo
- Salvo Libassi (1910-1984), attore
- Franco Lecnher (Bombolo) (1931-1987) comico, attore, cabarettista e caratterista italiano.
- Virna Lisi (1936-2014), attrice
- Giorgio Lopez (1947-2021), attore, doppiatore, regista teatrale, commediografo e direttore del doppiaggio
- Piero Lulli (1923-1991), attore
- Roldano Lupi (1909-1989), attore e doppiatore

### M
- Tommaso Maestrelli (1922-1976), allenatore di calcio
- Pupella Maggio (1910-1999), attrice
- Corrado Mantoni (1924-1999), conduttore radiotelevisivo, autore televisivo
- Riccardo Mantoni (1918-1991), regista, doppiatore e autore
- Giovanni Manurita (1895-1984), tenore e attore
- Giuseppe Marrazzo (1928-1985), giornalista
- Marcello Martana (1923-1994), attore
- Guido Martina (1906-1991), fumettista
- Myroslav Marusyn (1924-2009), arcivescovo cattolico ucraino
- Giorgiana Masi (1958-1977), studentessa romana uccisa durante una manifestazione a Roma
- Gilberto Mazzi (1909-1978), cantante e attore
- Pietro Mennea (1952-2013), velocista, politico e saggista
- Diego Michelotti (1926-1986), attore e doppiatore
- Alberto Mieli (1925-2018), superstite della Shoah
- Achille Millo (1922-2006), attore
- Tony Mimms (1949-2005), musicista, produttore discografico e direttore d'orchestra scozzese
- Fedora Mingarelli (1912-1992), cantante
- Isa Miranda (1905-1982), attrice
- Pipolo (1933-2006), sceneggiatore e regista
- Domenico Modugno (1928-1994), cantautore
- Paolo Morelli (1947-2013), musicista e cantautore
- Renato Mori (1935-2014), attore e doppiatore
- Benjamin Murmelstein (1905-1989), rabbino austriaco

### N
- Ferdinando Natoni (1902-2000), militare
- Joaquín Navarro-Valls (1936-2017), giornalista spagnolo
- Umberto Nobile (1885-1978), generale, esploratore, ingegnere e accademico
- Silvio Noto (1925-2000), attore, doppiatore e personaggio televisivo

### O
- Nicoletta Orsomando (1929-2021), annunciatrice televisiva

### P
- Emanuele Pacifici (1931-2014), storico
- Marina Pagano (1939-1990), cantante e attrice
- Andreina Pagnani (1906-1981), attrice e doppiatrice
- Silvana Pampanini (1925-2016), attrice e personaggio televisivo
- Paolo Panelli (1925-1997), attore, comico e conduttore televisivo
- Giulio Panicali (1899-1987), attore, doppiatore e direttore del doppiaggio
- Pietro Pastore (1908-1968), calciatore, allenatore di calcio e attore cinematografico
- Giuseppe Patroni Griffi (1921-2005), regista, drammaturgo, sceneggiatore, scrittore e direttore artistico
- Sandro Pellegrini (1935-2013), attore e doppiatore
- Sandro Penna (1906-1977), poeta
- Lello Perugia (1919-2010), partigiano
- Enzo Petito (1897-1967), attore
- Elio Petri (1929-1982), regista e sceneggiatore
- Carlo Picone (1944-2003), giornalista
- Alberto Piccinini (1923-1972), allenatore e calciatore
- Mario Pirani (1925-2015), giornalista e scrittore
- Dolores Prato (1892-1983), scrittrice, poetessa e docente (dal 1987, per volontà del comune di Treia, riposa nel locale cimitero)
- Roberto Pregadio (1928-2010), compositore, musicista e direttore d'orchestra
- Enzo Pulcrano (1943-1992), attore e pugile
- Héctor Puricelli (1916-2001), calciatore e allenatore di calcio

### Q
- Angiolina Quinterno (1932-2006), attrice, doppiatrice e conduttrice radiofonica

### R
- Alberto Rabagliati (1906-1974), cantante, attore e conduttore radiofonico
- Donatella Raffai (1943-2022), giornalista e conduttrice televisiva
- Sergio Raimondi (1923-2003), attore di cinema e fotoromanzi
- Renato Rascel (1912-1991), attore, comico, cantautore, ballerino, presentatore e giornalista
- Pino Rauti (1926-2012), politico e giornalista
- Nora Ricci (1924-1976), attrice
- Gennaro Righelli (1886-1949), regista, sceneggiatore e attore
- Luciano Rossi (1934-2005), attore
- Nini Rosso (1926-1994), trombettista e cantante
- Stefano Rosso (1948-2008), cantautore e chitarrista
- Stefania Rotolo (1951-1981), cantante, conduttrice televisiva e ballerina
- Nunzio Rotondo (1924-2009), trombettista e compositore

### S
- Gigi Sabani (1952-2007), conduttore televisivo e imitatore
- Elena Sangro (1897-1969), attrice e regista
- Irina Sanpiter (1957-2018), attrice sovietica
- Gaetano «Totò» Savio (1937-2004), compositore, arrangiatore, paroliere, cantante, musicista e produttore
- Franca Scagnetti (1924-1999), attrice
- Furio Scarpelli (1919-2010), sceneggiatore, giornalista, disegnatore, scrittore, scenografo e pittore
- Alberto Sed (1928-2019), superstite della Shoah
- Massimo Serato (1916-1989), attore
- Gustavo Serena (1882-1970), attore e regista
- Leonardo Severini (1921-1976), attore e doppiatore
- Emilio Federico Schuberth (1904-1972), stilista
- Romolo Siena (1923-2004), regista e giornalista
- Lilia Silvi (1921-2013), attrice
- Lydia Simoneschi (1908-1981), attrice e doppiatrice
- Alberto Sorrentino (1916-1994), attore
- Gina Spicchiesi (Gianna Dauro) (1906-1965), attrice
- Settimia Spizzichino (1921-2000), superstite della Shoah
- Luca Sportelli (1927-1999), attore
- Solvi Stübing (1941-2017), attrice tedesca naturalizzata italiana

### T
- Jenny Tamburi (1952-2006), attrice e showgirl
- Aroldo Tieri (1917-2006), attore
- Vieri Tosatti (1920-1999), compositore
- Silvano Tranquilli (1925-1997), attore e doppiatore
- Gualtiero Tumiati (1876-1971), attore e regista teatrale
- Massimo Turci (1930-2023), doppiatore e direttore del doppiaggio

### U
- Luigi Uzzo (1943-1990), attore

### V
- Enrico Vaime (1936-2021), autore e conduttore televisivo e radiofonico
- Tonino Valerii (1934-2016), regista e sceneggiatore
- Bice Valori (1927-1980), attrice
- Stefano Vanzina (Steno) (1917-1988), regista e sceneggiatore
- Carlo Vanzina (1951-2018), regista e sceneggiatore
- Enrico Viarisio (1897-1967), attore
- Dino Verde (1922-2004), scrittore, paroliere, drammaturgo e sceneggiatore
- Nino Vingelli (1912-2003), attore
- Fernando Viola (1951-2001), calciatore
- Franco Volpi (1921-1997), attore

### W
- Michał Waszyński (1904-1965), regista e sceneggiatore polacco
- Lina Wertmüller (1928-2021), regista, sceneggiatrice e scrittrice (solo cremazione, le ceneri, insieme a quelle del marito Enrico Job, sono tumulate al cimitero di Cevo)
- Giuseppe Wilson (1945-2022), calciatore

### Z
- Renato Ziaco (1927-1985), medico, sportivo e scrittore
- Nietta Zocchi (1909-1981), attrice

## Collegamenti
Linee autobus cimiteriali C1, C2, C3, C3L, C4, C5, C6 e C7.
|  | È raggiungibile dalla stazione Montebello. |